# Antiferromagnetismus

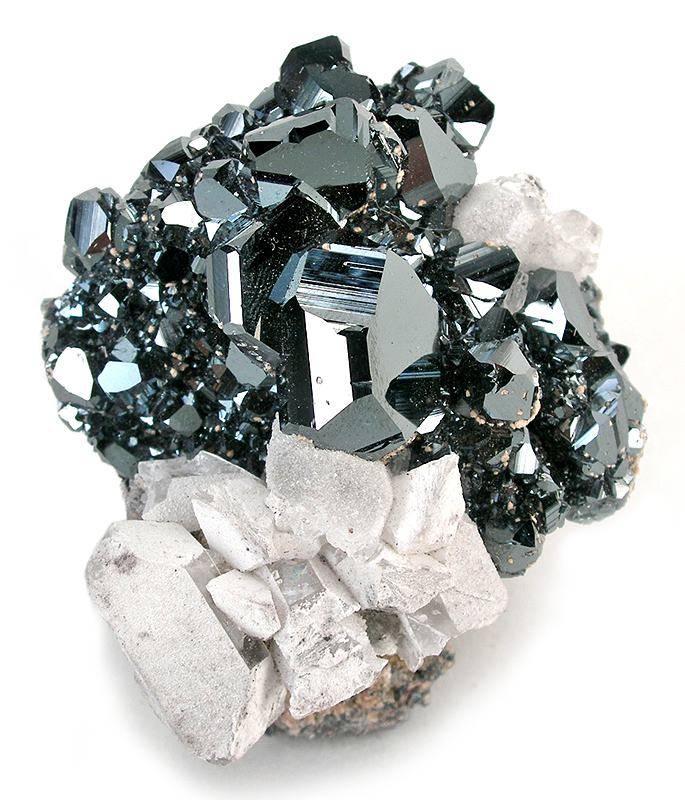
Hämatit ist antiferromagnetisch

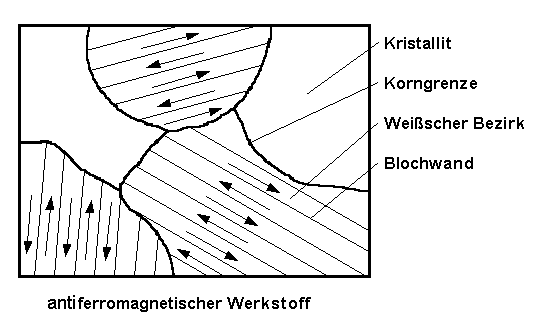
Magnetische Orientierungen ungeordneter antiferromagnetischer Kristallite

Der Antiferromagnetismus (von altgriechisch αντί anti, deutsch ‚gegen‘; lateinisch ferrum ‚Eisen‘; altgriechisch μαγνῆτις magnetis (lithos), deutsch ‚Stein aus Magnesien‘) ist eine Variante der magnetischen Ordnung innerhalb von Materialien, in denen Atome mit magnetischen Momenten vorhanden sind. Er liegt dann vor, wenn die jeweils benachbarten Elementarmagnete dem Betrag nach das gleiche magnetische Moment tragen, ihre Ausrichtung aber zueinander entgegengesetzt (antiparallel) ist. Antiferromagnetisch geordnete Materialien weisen aufgrund der antiparallelen Orientierung der Elementarmagnete kein externes permanentes magnetisches Moment auf. Wie auch bei Ferromagneten bilden sich in Antiferromagneten weisssche Bezirke, innerhalb derer die magnetischen Momente die gleiche Raumlage haben. Das Phänomen wurde u. a. von Louis Néel eingehend untersucht.

## Überblick
Der bekanntere Ferromagnetismus ist dadurch gekennzeichnet, dass die magnetischen Momente der Atome in einem Material in einer Weise wechselwirken, die diese bevorzugt parallel anordnen. Diese Anordnung bewirkt eine von Null verschiedene Magnetisierung. Im Antiferromagnetismus bewirkt diese Austauschwechselwirkung, dass die Summe der einzelnen magnetischen Momente über den gesamten Kristall verschwindet – also Null ergibt.
Das einfachste Modell für Antiferromagnetismus nimmt an, dass nur die direkt benachbarten Gitterpunkte im Kristall wechselwirken und deren magnetische Momente genau antiparallel liegen, dies entspricht einem Winkel von 180°. (Im einfachsten Fall des Ferromagnetismus entspricht dies einer parallelen Ausrichtung mit 0°). Im allgemeinen Fall existieren allerdings, neben den Nächste-Nachbar-Wechselwirkungen noch weitere zu berücksichtigende Mechanismen, welche die magnetische Struktur komplexer werden lassen. Ein Beispiel für eine solche resultierende Struktur ist zum Beispiel der Helimagnetismus (nicht zu verwechseln mit dem esoterischen Heilmagnetismus), der durch mindestens zwei koexistente Austauschmechanismen entsteht, zum Beispiel in einem RKKY-wechselwirkenden System.
Ein einfaches theoretisches Modell (das Weiss-Modell) beschreibt ein antiferromagnetisches Gitter als Summe zweier antiparalleler, um einen Gittervektor versetzter ferromagnetischer Gitter. Die nächsten Nachbarn jedes Atoms sind relativ zu ihm antiparallel ausgerichtet und bewirken somit ein Molekularfeld. Über die Kopplung der beiden Gitter untereinander und die Wechselwirkung der Momente im Gitter kann – analog zur Curie-Temperatur des Ferromagnetismus – eine Néel-Temperatur {\displaystyle T_{\text{N}}}(nach Louis Néel) hergeleitet werden, oberhalb derer die antiferromagnetische Struktur zusammenbrechen sollte.
Bei Temperaturen oberhalb der Néel-Temperatur verhält sich ein Antiferromagnet wie ein Paramagnet, d. h. die magnetische Suszeptibilität ist positiv und verschwindet für steigende Temperaturen. Im Unterschied zum klassischen Langevin-Paramagneten ist die Beziehung allerdings nicht proportional zu {\displaystyle 1/T}, sondern
{\displaystyle \chi ={\frac {C}{T-T_{\text{N}}}}}
Unterhalb von {\displaystyle T_{\text{N}}}, also in der antiferromagnetischen Phase, ist das Verhalten der Magnetisierung komplexer und allgemein auch richtungsabhängig. Siehe dazu.

## Präzisierung
Der oben beschriebene Néel-Zustand (mit alternierenden Spinrichtungen {\displaystyle \uparrow ,\downarrow ,\uparrow ,\downarrow ,\dots }) ist genau genommen nicht der Grundzustand des Systems, sondern nur eine quasi-klassische Näherung dafür, die sich besonders gut zur Beschreibung der Anregungszustände, der sog. Spinwellen, eignet, während der genaue quantenmechanische Grundzustand, außer in speziellen Fällen, unbekannt ist, auf jeden Fall auch in den erwähnten Spezialfällen extrem kompliziert (z. B. Bethe-Ansatz). Dagegen ist im ferromagnetischen Fall der klassische Grundzustand (z. B. alle Spins nach oben {\displaystyle \uparrow ,\uparrow ,\uparrow ,\uparrow ,...}) auch im quantenmechanischen Formalismus exakt, und die Beschreibung der Anregungszustände (Spinwellen) entspricht im Falle des Ferromagnetismus fast völlig dem klassischen Bild präzedierender Vektoren.

## Materialien
Antiferromagnetismus tritt bei vielen Übergangsmetallen und insbesondere deren Oxiden auf.
Folgende Werkstoffe bzw. Mineralien sind z. B. antiferromagnetisch:
- Eisenverbindungen/Eisenerze
  - Wüstit[4]
  - Goethit[4]
  - Hämatit (Fe2O3)[4]
  - Orthoferrit
    - Lanthan-Orthoferrit
    - Dysprosium-Orthoferrit

  - Troilit (FeS)[4]
  - Ulvöspinell (Fe2TiO4)
  - FeMn
- Nickelverbindungen
  - Nickel(II)-oxid (NiO)[4]
  - Nickeldisulfid (NiS2)
  - Mangan-Nickel-Legierung (MnNi)[5]
- Elemente
  - Berkelium (Bk)
  - Mangan (Mn)[6]
  - Chrom (Cr)[6]
- Mangan(II)-oxid (MnO),[6] Manganosit[4]
- Cobalt(II)-oxid,[7]
- Molybdän(III)-iodid

Einige organische Verbindungen sind auch antiferromagnetisch, z. B.
- 5-Dehydro-m-xylylen.[8][9]
- Manganocen

## Fachliteratur
- Horst Stöcker: Taschenbuch der Physik. 4. Auflage, Verlag Harry Deutsch, Frankfurt am Main 2000, ISBN 3-8171-1628-4
- Hans Fischer: Werkstoffe in der Elektrotechnik. 2. Auflage, Carl Hanser Verlag, München Wien, 1982, ISBN 3-446-13553-7
- Daniel Mattis: The theory of magnetism, zwei Bände, Berlin, Springer-Verlag, 1985 und 1988; ISBN 3-540-10611-1 (es gibt auch eine ältere deutschsprachige Fassung)
- Stephen Blundell: Magnetism in Condensed Matter, Oxford/New York, Oxford University Press, 2001, ISBN 0 19 850592 2